# Premi Volney
El premi Volney (fr. prix Volney) és un premi atorgat per l'Institut de France a proposta de l'Académie des inscriptions et belles-lettres per un treball de filologia comparada o de lingüística per "récompenser les plus importants travaux du monde savant international" ("recompensar els treballs científics més importants internacionalment") en aquests camps.
El premi va ser dotat per Constantin Volney el 1803 i consistia en principi en 1200 francs d'or.
Entre els guanyadors del premi hi ha Meillet, Guillaume, Wartburg (premi al Französisches Etymologisches Wörterbuch), Tesnière, Benveniste, Cohen, Martinet o, més recentment, Gilbert Lazard o Claude Hagège. I és el major premi que l'Institut de França pot donar a un filòleg.
Quan es va fundar s'atorgava anualment, però va passar a tenir una periodicitat variable després de la Segona Guerra Mundial. A partir de 2016, es dona en forma de medalla, una medalla anomenada "medalla Volney".